# Je suis l'autre
Pour plus de détails, voir Fiche technique et Distribution.
Je suis l'autre (Ich bin die Andere) est un drame psychologique allemand réalisé par Margarethe von Trotta et sorti en 2006.

## Synopsis
Dans un hôtel de Francfort-sur-le-Main, Robert Fabry, jeune ingénieur très brillant et heureusement fiancé, rencontre par hasard une prostituée lascive qu'il appelle Alice et qu'il sauve de l'expulsion de l'hôtel. Il passe une nuit avec elle ; le lendemain matin, la femme a disparu, laissant derrière elle sa robe rouge et l'argent qu'il lui a versé. Le même jour, lors d'un rendez-vous au cabinet de son avocat, le Dr Maiser, il rencontre une avocate d'apparence sobre, le Dr Carolin Winter, en qui il reconnaît la prostituée Alice, bien qu'elle porte un tailleur sérieux et non une perruque blonde. L'avocate doit conseiller Robert dans une affaire de contrat et se fait inviter à dîner. Interrogée sur les événements de la nuit, Carolin nie avoir été avec Robert. Robert tente alors de violer Carolin, qui se défend contre cette tentative d'approche violente et prend la fuite. Le soir même, le Dr Maiser, consulté par Robert, refuse de lui donner l'adresse de Caroline. Celle-ci l'a informé auparavant de l'agression et s'est fait porter pâle. Robert rentre chez lui au bord du lac de Starnberg, où il vit avec sa collègue Britta et gère son propre bureau d'ingénieurs. Il raconte à sa compagne ce qui s'est passé à Francfort et à la femme aux deux personnalités. Britta lui demande alors de choisir entre elle et la juriste. Britta découvre cependant pour lui l'adresse personnelle de Caroline.
Robert part immédiatement et rencontre Carolin, qui l'accueille dans le domaine viticole de son père dans le Rheingau comme si elle l'attendait. Au lieu de parler de l'agression, Carolin évoque le prétendu comportement de Robert à l'hôtel de Francfort, où il l'aurait laissée seule sur la piste de danse. Robert se laisse faire et s'excuse pour son prétendu écart de conduite. Carolin présente à Robert son père Karl Winter, en fauteuil roulant, qui vit ici et tyrannise sa fille ainsi que sa femme alcoolique. Lors du dîner, le père de Carolin impose à Robert une conversation provocante dans laquelle il avoue manipuler les gens et briser leur volonté. Lors du départ du père pour la nuit, une scène de dévotion a lieu, au cours de laquelle Carolin se jette aux pieds de son père et se blottit contre lui.
Robert, irrité, quitte le domaine viticole et prend une chambre dans un hôtel bon marché tout proche. C'est là que se présente le soir Carolin, qui apparaît à nouveau comme une prostituée vêtue de rouge et qui se fait appeler Carlotta. Robert la prend dans sa chambre pour la nuit et veut à nouveau la payer pour leur rapport sexuel. Carolin se réveille dans la nuit, est effrayée par son reflet dans le miroir et s'enfuit sans sa perruque. Au petit-déjeuner, Robert apprend que la femme vient deux fois par an à l'hôtel et qu'elle choisit un homme pour la nuit sans demander d'argent. Robert retourne au domaine viticole, où il obtient de plus amples informations sur les relations entre les personnes qui y vivent. Mademoiselle Schäfer, l'employée de maison, lui raconte comment, jeune fille, elle s'était enfuie de chez elle et s'était fait emmener à Casablanca en échange de faveurs sexuelles. Karl Winter l'a rencontrée là-bas et a entamé une relation avec la jeune femme, qu'il a emmenée en Allemagne et engagée comme nounou dans son ménage afin de pouvoir poursuivre leur relation pendant que sa femme avait une relation avec l'administrateur. Karl Winter raconte à Robert qu'il a été paralysé par un accident et que depuis, ni sa femme ni sa maîtresse ne le touchent. En revanche, sa fille est la seule avec laquelle il partage une proximité physique. Lorsque Robert déclare son intention d'épouser Carolin, le père de cette dernière explique qu'elle aime déjà un homme, à savoir lui. Il peut certes avoir son corps, mais pas son âme, et ne lui apportera pas le bonheur. Qualifié de monstruosité par Robert, Karl Winter demande à Robert s'il ne veut pas savoir pourquoi il est en fauteuil roulant.
Carolin se dérobe en se rendant à Casablanca. Robert l'y suit et parvient à la retrouver avec l'aide d'un policier marocain. Vêtue d'une perruque blonde et d'une cape rouge, Carolin se montre ravie de cette rencontre et passe la nuit avec Robert. Une excursion en 4x4 qu'elle a organisée dans le désert se termine par l'explosion du véhicule. Carolin, désormais vêtue de bleu, était sortie auparavant et avait également demandé à Robert de quitter la voiture. À l'hôpital, Robert reçoit l'information que Carolin est plus gravement blessée que lui et qu'elle a dû se jeter sur lui pour le protéger. Lors de l'enquête sur l'incident, Carolin est soupçonnée d'avoir placé l'engin explosif dans la voiture, ce qui permet à Robert de la disculper en affirmant que c'est lui qui a eu l'idée de l'excursion et qui a loué le véhicule. Dans la chambre d'hôtel de Carolin, la police trouve une lettre adressée à Karl Winter, dans laquelle Carolin lui écrit, sous le nom de Carlotta, qu'elle veut mettre fin à leur relation, car elle aime un autre homme. Il s'avère que Carolin a été incitée par son père à tuer Robert.
Le traumatisme d'enfance de Carolin est éclairci après son retour dans le Rheingau. Mademoiselle Schäfer raconte à Robert qu'à l'âge de huit ans, Carolin était passionnément amoureuse de son père et qu'elle s'habillait et se maquillait comme une adulte pour lui. Lorsqu'elle aurait surpris la nounou en train de faire l'amour avec son père dans la cave à vin, elle aurait fait rouler les tonneaux, ce qui aurait provoqué les graves blessures de Karl Winter. Pendant ce temps, les préparatifs du mariage se poursuivent et une réception est organisée au domaine viticole. Après l'arrivée des invités, Carolin en robe rouge et perruque et son père apparaissent en dernier et montent en ascenseur. Peu avant l'arrivée, Karl Winter desserre le frein de l'ascenseur et fait une chute mortelle avec sa fille.

## Fiche technique
- Titre original allemand : Ich bin die Andere[1]
- Titre français : Je suis l'autre[2]
- Réalisateur : Margarethe von Trotta
- Scénario : Pea Fröhlich (de) d'après le roman éponyme de Peter Märthesheimer (de)
- Photographie : Axel Block (de)
- Montage : Corina Dietz (de)
- Musique : Christian Heyne (de)
- Production : Markus Zimmer
- Sociétés de production : Clasart Film- und Fernsehproduktionsgesellschaft mbH (Munich)
- Pays de production :  Allemagne
- Langues originales : allemand
- Format : couleurs - 2,35:1 - 35 mm
- Durée : 104 minutes
- Genre : drame psychologique
- Dates de sortie :
  - Canada : 15 septembre 2006
  - Allemagne : 5 octobre 2006
  - France : 17 octobre 2006 (Festival du film allemand de Paris) ; 9 mai 2007 (sortie nationale)

## Distribution
- Katja Riemann : Dr. Carolin Winter/Carlotta/Alice
  - Kim Grether : Carolin enfant
- August Diehl : Robert Fabry
- Armin Mueller-Stahl : Karl Winter
- Barbara Auer : Mademoiselle Schäfer
- Karin Dor : Madame Winter
- Bernadette Heerwagen : Britta
- Dieter Laser : Bruno
- Peter Lerchbaumer : Dr. Maiser
- Slaheddine Ben Saad : Officier de police
- Maria Happel : Aubergiste
- Christoph Franken : pompiste
- Jutta Ina Masurath : Couturière